# Adam Exner
Adam Joseph Exner (ur. 24 grudnia 1928 w Killaly, zm. 5 września 2023) – kanadyjski duchowny rzymskokatolicki, w latach 1991-2004 arcybiskup Vancouver.

## Życiorys
Święcenia kapłańskie przyjął 7 lipca 1957. 16 stycznia 1974 został prekonizowany biskupem Kamloops. Sakrę biskupią otrzymał 12 marca 1974, ingres odbył się 28 marca. 31 marca 1982 został mianowany arcybiskupem Winnipeg. 23 czerwca 1982 uroczyście objął stolicę biskupią. 25 maja 1992 został mianowany arcybiskupem Vancouver. 10 stycznia 2004 przeszedł na emeryturę.